# Kandy
Kandy (singalesisk: මහ නුවර, tamil: கண்டி) er en by i højlandsprovinsen Central Province på Sri Lanka. Kandy ligger 490 meter over havet i indlandet og er øens gamle hovedstad. Byen har en række historiske og religiøse mindesmærker. Kandy symboliserer singalesisk storhedstid og religion. Det kandyanske kongerige var den del af Sri Lanka som beholdt sin uafhængighed fra kolonimagterne længst, indtil det overgav sig i 1815 til englænderne. Byen er kendt for templet Dalada Maligava.
Kandy har siden 1988 været på UNESCO verdensarvliste. Ved templet midt i byen ligger en kunstig indsø bygget af den sidste konge af Kandy, Vikramarājasimha (1797–1814) (skrives også Wickrama Rajashina og Sri Vikrama Rajasimha).

## Ekstern henvisning
- Wikimedia Commons har flere filer relateret til Kandy

1. ↑  Navnet er anført på engelsk og stammer fra Wikidata hvor navnet endnu ikke findes på dansk.
2. ↑  www.pressreader.com (fra Wikidata).
3. ↑  all-populations.com (fra Wikidata).